# NGC 2742
NGC 2742 est une galaxie spirale située dans la constellation de la Grande Ourse. NGC 2742 a été découvert par l'astronome germano-britannique  William Herschel en 1790. Cette galaxie a aussi été observée par l'astronome britannique John Herschel le 30 mars 1832 et elle a été ajoutée au catalogue NGC sous la désignation NGC 2816.

## Caractéristiques
Sa vitesse par rapport au fond diffus cosmologique est de 1 408 ± 9 km/s, ce qui correspond à une distance de Hubble de 20,8 ± 1,5 Mpc (∼67,8 millions d'al).
À ce jour, 21 mesures non basées sur le décalage vers le rouge (redshift) donnent une distance de 22,467 ± 3,716 Mpc (∼73,3 millions d'al), ce qui est à l'intérieur des valeurs de la distance de Hubble.
La classe de luminosité de NGC 2742 est III et elle présente une large raie HI.

## Supernova
La supernova SN 2003Z a été découverte le 29 janvier 2003 par Y. L. Qiu et J. Y. Hu de l'observatoire astronomique de Pékin (BAO). Cette supernova était de type II.

## Groupe de NGC 2768
NGC 2742 ainsi que les galaxies NGC 2654, NGC 2726, NGC 2768 et UGC 4549 forment le groupe de NGC 2768. Trois de ces galaxies (NGC 2654, NGC 2742 et NGC 2768) sont également indiquées comme faisant partie de ce groupe par Richard Powell.
La galaxie PGC 25836 qui se trouve non loin de NGC 2742 sur la sphère céleste est désignée sur certains sites, comme étant NGC 2472A, mais elle ne figure pas au catalogue de John Dreyer.